# نيكولوز تسكيتيشفيلي
نيكولوز تسكيتيشفيلي مواليد 14 أبريل 1983 في تبليسي، الجمهورية الجورجية السوفيتية الاشتراكية، الاتحاد السوفيتي، هو لاعب كرة سلة جورجي بدأ مسيرته الاحترافية في سنة 1997 حيث تم اختياره من قبل فريق دنفر ناغتس خلال الدرافت ويحمل الرقم 22. يبلغ طوله 7 قدم 0 بوصة (2.1 م).

## فرق لعب لها
- دنفر ناغتس
- غولدن ستايت ووريورز
- مينيسيوتا تيمبر وولفز
- فينيكس صنز
- نادي إشبيلية لكرة السلة
- بالونكيستو فوينلابرادا

## إحصائيات المسيرة

### الموسم الاعتيادي
| السنة   | الفريق                | لعب | بدأ | دقيقة | ميداني% | ثلاثية | حرة  | ارتداد | صنع | استلاب | تصدي | نقطة |
| ------- | --------------------- | --- | --- | ----- | ------- | ------ | ---- | ------ | --- | ------ | ---- | ---- |
| 2002–03 | دنفر ناغتس            | 81  | 16  | 16.3  | .293    | .243   | .738 | 2.2    | 1.1 | 0.4    | 0.4  | 3.9  |
| 2003–04 | دنفر ناغتس            | 39  | 0   | 7.9   | .328    | .273   | .793 | 1.6    | 0.3 | 0.2    | 0.2  | 2.7  |
| 2004–05 | دنفر ناغتس            | 23  | 0   | 6.9   | .294    | .000   | .571 | 1.3    | 0.2 | 0.3    | 0.3  | 1.5  |
| 2004–05 | غولدن ستايت ووريورز   | 12  | 0   | 5.2   | .304    | .200   | .000 | 1.0    | 0.5 | 0.0    | 0.3  | 1.3  |
| 2005–06 | مينيسيوتا تيمبر وولفز | 5   | 0   | 2.6   | .250    | .000   | .500 | 0.4    | 0.0 | 0.0    | 0.0  | 0.6  |
| 2005–06 | فينيكس صنز            | 12  | 0   | 7.2   | .364    | .333   | .667 | 1.7    | 0.3 | 0.1    | 0.2  | 2.8  |
| المسيرة |                       | 172 | 16  | 11.3  | .304    | .235   | .730 | 1.8    | 0.7 | 0.3    | 0.2  | 2.9  |

## روابط خارجية
- نيكولوز تسكيتيشفيلي على موقع الاتحاد الدولي لكرة السلة (الإنجليزية)
- نيكولوز تسكيتيشفيلي على موقع الدوري الأوروبي لكرة السلة (الإنجليزية)
- نيكولوز تسكيتيشفيلي على موقع إن بي أي (الإنجليزية)
- نيكولوز تسكيتيشفيلي على موقع سبورتس رفرنس (الإنجليزية)
- نيكولوز تسكيتيشفيلي على موقع الدوري الإسباني لكرة السلة (الإسبانية)
- نيكولوز تسكيتيشفيلي على موقع كرة السلة الأوروبية.كوم (الإنجليزية)
- نيكولوز تسكيتيشفيلي على موقع DraftExpress.com (الإنجليزية)
- نيكولوز تسكيتيشفيلي على موقع ريلجم (الإنجليزية)
- نيكولوز تسكيتيشفيلي على موقع بروبوليرز (الإنجليزية)
- نيكولوز تسكيتيشفيلي على موقع سبورتس رفرنس (الإنجليزية)